# Peter Gach
Peter Gach ist ein polnischer Pianist und Musikpädagoge.
Gach ist Absolvent des Warschauer Konservatoriums. Neben Komponisten des 20. und 21. Jahrhunderts gilt sein besonderes Interesse dem Werk von Fryderyk Chopin und Karol Szymanowski. Er gab mehrere Konzerte in Szymanowskis Haus in Zakopane und spielte im polnischen Fernsehen live die Erste Klaviersonate von Charles Ives.
Später ging er in die USA und wirkte als Professor, Pianist in Residence und Leiter des Performing Arts Department am Palomar College in San Marcos/Kalifornien. Für sein Wirken hier erhielt er 2011 den Comet Award der Palomar College Foundation. Er veröffentlichte zwei Bücher: Practice Makes Perfect: A Handbook for Musicians at Work und The Perfect Performance: A Handbook for Musicians on Stage.
Zu den Komponisten, die Werke für ihn komponierten, zählen Jim Weld, Mark Wessel, Sherman Storr, Norm Weston, William C. Bradbury, Madelyn Byrne und Ellen Weller. Einige dieser Werke nahm er für das Album Fresh Piano bei Inova Recordings auf. Weiterhin spielte er auch Kompositionen von Chopin und Scott Joplin ein. Für seine Präsentation von Werken Chopins zu dessen 200. Geburtstag 2010, die von der Palomar College Television aufgenommen wurde, erhielt er den Ersten Preis bei der internationalen Chopin in the XXIst Century Multimedia Competition.

## Weblink
- Homepage von Peter Gach

## Quelle
- Palomar College - Palomar Performing Arts - Peter Gach

| Personendaten    | Personendaten                        |
| ---------------- | ------------------------------------ |
| NAME             | Gach, Peter                          |
| KURZBESCHREIBUNG | polnischer Pianist und Musikpädagoge |
| GEBURTSDATUM     | 20. Jahrhundert                      |